# Media Nusantara Citra
PT Media Nusantara Citra Tbk je indonéská mediální společnost, jedna z největších svého druhu. Byla založena v roce 1997 a její sídlo se nachází v Jakartě.
Je provozovatelem řady indonéských televizních kanálů, včetně stanic jako RCTI, MNCTV, GTV (Global TV) a iNews TV. Do skupiny MNC patří také tištěná média (Koran Sindo, Sindo Weekly), rozhlasové stanice (MNC Trijaya FM) a zpravodajské servery (Sindonews.com, Okezone.com). Kromě toho je skupina vlastníkem více než 20 kanálů placené televize.
Od roku 2007 je společnost kótována na indonéské burze cenných papírů.

## Galerie

Logo 1
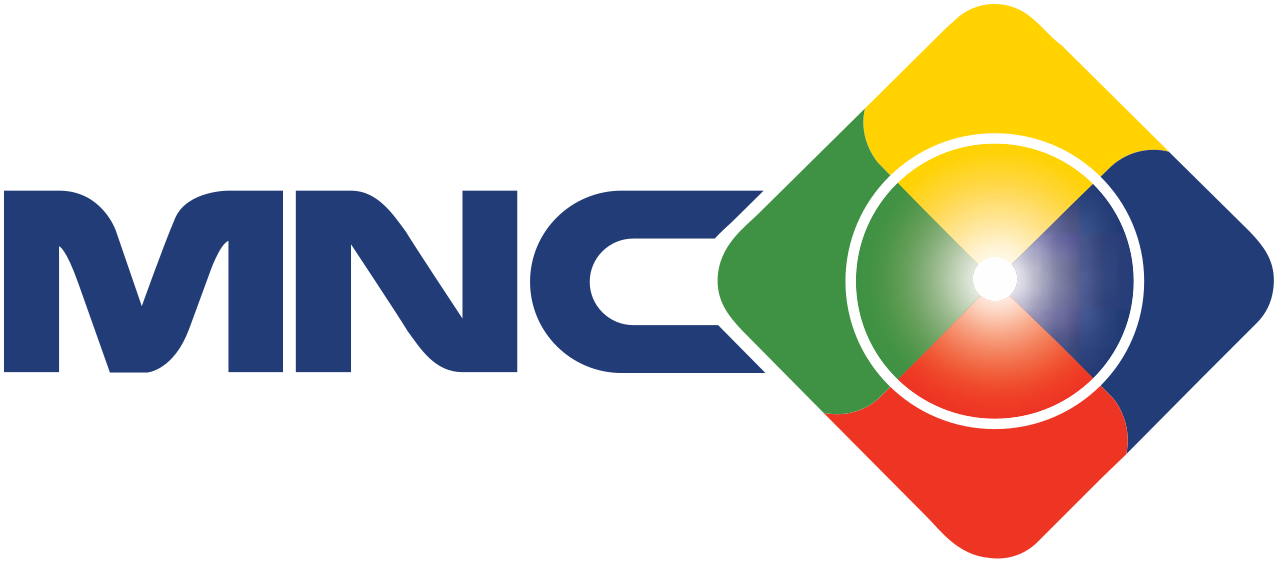
Logo 2
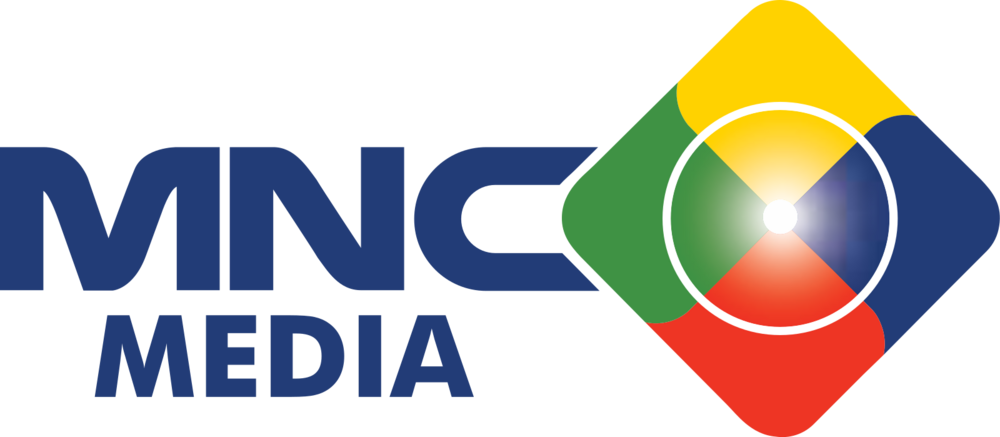
Logo 4